# Osmunda bavarica
Osmunda bavarica là một loài dương xỉ trong họ Osmundaceae. Loài này được Schmid in Hoppe mô tả khoa học đầu tiên năm 1803.
Danh pháp khoa học của loài này chưa được làm sáng tỏ. 